# Меморіал жертвам Голодомору та політичних репресій (Дніпро)
Меморіал жертвам Голодомору та політичних репресій у Дніпрі — найвищий в Україні пам'ятник жертвам Голодомору і політичних репресій. Розташований на 9-тому кілометрі Запорізького шосе, де в 30-х і 50-х роках ХХ ст. був спеціальний об'єкт НКВС, де ховали жертв політичних репресій. Має вигляд знесиленої жінки з померлою дитиною на руках. Відкритий 14 вересня 2008 року, на відкритті був присутній президент Віктор Ющенко. Зараз знаходиться у незадовільному стані, частина гранітних плит облущилась і потріскалась